# Larnaks
Larnaks starogrško λάρναξ, lárnaks, množina: λάρνακες, lárnakes) je vrsta majhne zaprte krste, zabojčka ali skrinje za pepel, ki se pogosto uporablja v minojski civilizaciji in v stari Grčiji kot posoda za ostanke ljudi - bodisi truplo (upognjeno nazaj) ali njegov pepel.
Prvi larnaksi so se pojavili v minojskem obdobju egejske civilizacije, ko so dobile obliko keramičnih skrinj, ki so posnemale lesene skrinje, morda po vzoru egipčanskih skrinj. Bile so bogato okrašene z abstraktnimi vzorci, hobotnicami ter prizori lovskih in kultnih obredov.
V kasnejšem helenističnem obdobju so postali priljubljeni larnaksi v obliki majhnih sarkofagov iz terakote, od katerih so bili nekateri poslikani v podobnih slogih kot sodobne grške vaze.
V nekaj posebnih primerih se zdi, da so bili larnaksi izdelani iz dragocenih materialov, kot primer iz 4. stoletja pr. n. št., najden v Vergini v Makedoniji, iz zlata, z motivom sonca (zato znanega kot motiv Verginino sonca) na pokrovu. Manolis Andronikos, vodja arheoloških izkopavanj, je domneval, da so v larnaksu najverjetneje ostanki kralja Filipa II. Makedonskega, očeta Aleksandra Velikega.